# NGC 4337
NGC 4337 ist ein offener Sternhaufen im Sternbild Kreuz des Südens (Crux) und hat eine Winkelausdehnung von 3,5' und eine scheinbare Helligkeit von 8,9 mag. Er wurde am 1. April 1834 von John Herschel entdeckt und wird auch als OCL 878 oder ESO 131-SC2 bezeichnet.